# 부르사 울루 자미
부르사 울루 자미(튀르키예어: Bursa Ulu Camii) 또는 부르사 그랜드 모스크(영어: Bursa Grand Mosque)는 터키 부르사에 위치한 모스크이다. 1396년 착공해 1399년에 완공했다. 셀주크 튀르크 양식으로 지어졌으나 오스만 제국의 술탄인 바예지드 1세의 명으로 건립됐다.

## 모스크
울루 자미는 부르사에서 가장 큰 모스크이다. 모스크에서 오스만 제국의 초기 건축 양식을 볼 수 있는데 이는 셀주크 튀르크의 건축양식의 영향을 많이 받았다.